# Lutètia (motocicleta)
|  | Per a altres significats, vegeu «Lutècia». |

Lutètia fou una marca de francesa de motors i de motocicletes que importava a Catalunya la firma Josep Sugrañes de Barcelona. Un cop l'empresa francesa va haver plegat, Sugrañes n'assumí la fabricació a Barcelona fins al 1931, destacant per la varietat de models que n'arribà a produir. Aquestes noves Lutetia estaven equipades amb xassís fabricat per la marca Montpeó i motors Lutetia o bé el popular Villiers.
Una de les seves produccions més destacades fou la Lutètia Super Sport de 175cc, produïda el 1928, de la qual se'n conserva un exemplar al Museu de la Moto de Barcelona.